# Apostolepis nigrolineata
Apostolepis nigrolineata là một loài rắn trong họ Colubridae. Loài này được Peters mô tả khoa học đầu tiên năm 1896.